# 馬場葉子
馬場 葉子（ばば ようこ）は、日本の女性ジャズピアニストであり、作詞作曲家である。

## 人物・略歴
岩手県久慈市生まれ、青森県八戸市育ち、岩手県盛岡市在住。

岩手県から全国・海外へと国境を越えた演奏活動をしているアーティスト。

2012年には、ジャズの本場アメリカ公演（NY・LA）、更に香港でもソロコンサートツアーを開催し大絶賛される。アメリカ公演の利益は岩手県へ寄付された。

作詞作曲家としても評価も高く、各メディアへ楽曲の提供をしている。JASRAC権利保持者である。

音楽活動だけに留まらず、作曲、エッセイの執筆、バラエティ番組への出演等その活躍は多岐に渡る。演奏活動の傍ら、トークショーやセミナー講師も経験。新聞や雑誌等でエッセイ連載・執筆も手掛ける。地域ボランティア活動に携わり、岩手県の医療・介護施設を始め、近県の小・中学校等でワークショップ・慰問演奏を精力的に行なっている。文化庁派遣音楽家としても活躍している。東日本大震災復興復旧の為のボランティア活動も続けている。テレビ・ラジオ番組やイベント出演等、ジャズの他にも幅広いジャンルで魅力を放つタレントとしても幅広いファン層に人気を得ている。八戸前沖さば大使でもある。 

## ディスコグラフィー及び書籍
- 1stアルバム『降郷～UTSUROI～』（2011年6月10日発売/ドリームプロデュース）
- エッセイ集 『涙を流すように』（2010年7月7日発売/ドリームプロデュース）
- 2ndアルバム『More Than You Know』（2014年6月10日発売/ドリームプロデュース）
- 楽曲提供及び参加アルバム『ふるさと想ふ 種差賛歌～下北恋しや』（2020年10月2日発売/ドリームプロデュース）
- 3rdアルバム『I Will Wait For You』（2020年12月15日発売/ドリームプロデュース）

## CMソング・テーマソングなど
- 日本テレビ系列テレビ岩手の「ニュースプラス1いわて」テーマ曲・ジングル曲の作曲と演奏（2010～2020年）
- 宮城県 河北新報社の「かほピョンくらぶ」TVCMソングの作曲と演奏（2011年～）
- 世界文化遺産登録となった平泉の応援テーマソング『悠久』（2011年～）
- 三陸復興国立公園となった青森県 種差海岸のイメージソング『種差賛歌』（2013年～）
- 大同苑CMソング（2019年5月～）
- colline de gabrielCMソング（2019年7月～）
- 八戸前沖さばのイメージソング『君にじゅわっ♡』作詞作曲。
- 日本テレビ系列テレビ岩手の「ニュースプラス1いわて特番」のテーマ曲・ジングル曲の作曲と演奏（2020年～）
- 映画『たゆたえども沈まず』の音楽（作曲・アレンジ・演奏）担当（2021年～）[3]

## エッセイ・執筆
- 雑誌「Vivitto」にて約2年間「Vivitto Sensibility Photo Essay」を連載
- 「デーリー東北新聞社」文芸欄にて「ふみづくえ」を連載 （2009年4月～2010年4月）
- 「デーリー東北新聞社」「えんぶり特集号」にて巻頭を執筆（2010年）
- エッセイ集『涙を流すように』発売（2010年～）
- 雑誌「アキュート」音楽レビュー（2021年）

## メディアなど
- 「吉調つるしこ冷麺」公式イメージガール（卒業）
- 「なう部せんべい」公式イメージガール（卒業）
- 「イワテウェブTV」「ジャズピアニスト馬場葉子のアメとムチとJAZZ」を担当（～2012年）
- BeFMラジオ放送「馬場葉子のジャズに乾杯」パーソナリティー（～2014年3月）
- e＆BeFMラジオ放送「馬場葉子のJAZZに乾杯」パーソナリティー（2021年4月～）
- IBCラジオ放送「馬場葉子のI will wait for you」（2024年7月～）